# Iris linifolia
Iris linifolia là một loài thực vật có hoa trong họ Diên vĩ. Loài này được (Regel) O.Fedtsch. miêu tả khoa học đầu tiên năm 1905.